# Корбу, Мариус
Ма́риус Думи́тру Ко́рбу (рум. Marius Dumitru Corbu; 7 мая 2002, Кэдэрешть) — румынский футболист, полузащитник клуба АПОЭЛ.

## Клубная карьера
Мариус Корбу является воспитанником академии клуба «Чиксереда», за основную команду которого он дебютировал в сезоне 2019/20, сыграв 4 матча во Второй лиге Румынии.
В 2020 году перешёл в венгерский клуб «Академия Пушкаш». В сезоне 2020/21 дебютировал в чемпионате Венгрии в матче против «Уйпешта». За время выступлений за клуб провёл более 110 матчей и забил 12 голов. Также дважды отправлялся в аренду в клуб «Чаквар», за который сыграл в общей сложности 3 матча и отметился одним голом.
В июле 2024 года подписал контракт с кипрским клубом АПОЭЛ. В первом сезоне за команду принял участие в 27 матчах чемпионата и забил 3 гола. Вместе с клубом стал обладателем Суперкубка Кипра в 2024 году. Также выступал за команду в квалификационных раундах еврокубков.

## Карьера в сборной
В 2021 году Корбу дебютировал за сборную Румынии до 20 лет. В том же году был вызван в состав молодёжной сборной Румынии, за которую регулярно выступал в отборочном цикле чемпионата Европы.
5 июня 2025 года был включен в окончательную заявку молодёжной сборной на молодёжный чемпионат Европы 2025.